# 크리스토퍼 심슨
크리스토퍼 심슨(Christopher Simpson, 1975년 1월 1일 ~ )은 영국의 배우, 가수, 작곡가 겸 작사가, 싱어송라이터, 텔레비전 배우이다.
더블린에서 태어났다.

## 영화
- 설지 (2015년)
- 식스틴 (2013년)
- 31 노스 62 이스트 (2009년)
- 여우들 (2009년)
- 엑시츠 (2007년)
- 브릭 레인 (2007년)
- 테이크 3 걸스 (2006년)
- 미스치프 나이트 (2006년)
- 파수꾼 - 오마르 카이얌의 전설 (2005년)
- 스테이트 오브 플레이 (2003년)
- 코드 46 (2003년)